# Rocío Muñoz
Rocío Fernanda Muñoz van Risselberghe (* 9. Juli 2001) ist eine chilenische Leichtathletin, die sich auf den Sprint und Weitsprung spezialisiert hat.

## Sportliche Laufbahn
Erste internationale Erfahrungen sammelte Rocío Muñoz im Jahr 2018, als sie bei den U18-Südamerikameisterschaften in Cuenca mit 6,04 m die Goldmedaille im Weitsprung gewann und sich mit 12,28 m die Bronzemedaille im Dreisprung sicherte. Anschließend startete sie im Weitsprung bei den Olympischen Jugendspielen in Buenos Aires und gelangte dort auf Rang zwölf. Im Jahr darauf belegte sie bei den U20-Südamerikameisterschaften in Cali mit 5,60 m auf den fünften Platz im Weitsprung und belegte mit der chilenischen 4-mal-100-Meter-Staffel in 46,88 s den vierten Platz. 2021 wurde sie bei den U23-Südamerikameisterschaften in Guayaquil mit 6,00 m Fünfte im Weitsprung und gewann in 46,06 s die Bronzemedaille in der 4-mal-100-Meter-Staffel hinter den Teams aus Brasilien und Ecuador und mit der 4-mal-400-Meter-Staffel musste sie sich nach 3:41,48 min nur den Brasilianerinnen geschlagen geben. Anschließend klassierte sie sich bei den erstmals ausgetragenen Panamerikanischen Juniorenspielen in Cali mit 6,16 m auf dem sechsten Platz im Weitsprung und belegte in 45,10 s den fünften Platz in der 4-mal-100-Meter-Staffel, während sie mit der 4-mal-400-Meter-Staffel in 3:38,24 min die Silbermedaille hinter Brasilien gewann. Im Jahr darauf belegte sie bei den Hallensüdamerikameisterschaften in Cochabamba in 7,76 s den siebten Platz im 60-Meter-Lauf und gewann im Weitsprung mit 6,29 m die Silbermedaille hinter der Panamaerin Natalie Aranda. Im Mai belegte sie bei den Ibero-Amerikanischen Meisterschaften in La Nucia mit 6,06 m den siebten Platz im Weitsprung und anschließend wurde sie bei den Juegos Bolivarianos in Valledupar mit 6,22 m Vierte und gewann mit der 4-mal-400-Meter-Staffel in 3:36,98 min die Silbermedaille hinter dem Team aus Kolumbien. Ende September siegte sie mit 6,32 m bei den U23-Südamerikameisterschaften in Cascavel und gewann in der 4-mal-400-Meter-Staffel die Bronzemedaille hinter den Teams aus Brasilien und Ecuador. Zudem wurde sie in der 4-mal-100-Meter-Staffel in 45,85 s Vierte. Kurz darauf gelangte sie bei den Südamerikaspielen in Asunción mit 5,63 m auf Rang sechs im Weitsprung und gewann mit der Staffel in 3:37,58 min gemeinsam mit Berdine Castillo, Poulette Cardoch und Martina Weil die Bronzemedaille hinter den Teams aus Kolumbien und Brasilien.
2023 belegte sie bei den Südamerikameisterschaften in São Paulo mit 6,07 m den fünften Platz im Weitsprung und auch bei den Panamerikanischen Spielen im Oktober in Santiago de Chile wurde sie mit 6,23 m Fünfte. Im Jahr darauf belegte sie bei den Hallensüdamerikameisterschaften in Cochabamba mit 6,14 m den vierten Platz im Weitsprung und gelangte im Dreisprung mit 12,46 m ebenfalls auf Rang vier. 2025 belegte sie bei den Südamerikameisterschaften in Mar del Plata mit 6,16 m den sechsten Platz im Weitsprung und gelangte im Dreisprung mit 12,88 m auf Rang fünf.
In den Jahren von 2022 bis wurde Muñoz chilenische Meisterin im Weitsprung sowie 2022, 2023 und 2025 im Dreisprung.

## Persönliche Bestzeiten
- 100 Meter: 12,07 s (+0,4 m/s), 3. Juni 2023 in Cochabamba
  - 60 Meter (Halle): 7,76 s, 19. Februar 2022 in Cochabamba
- Weitsprung: 6,44 m (+1,1 m/s), 26. Februar 2022 in San Fernando
- Dreisprung: 12,88 m (+1,7 m/s), 25. April 2025 in Mar del Plata